# Pterolophia rondoni
Pterolophia rondoni là một loài bọ cánh cứng trong họ Cerambycidae.